# Servicio Internacional SODRE (Uruguay)
El Servicio Internacional del SODRE, fue un antiguo servicio de radiodifusión al exterior de Uruguay, el mismo contaba con programación propia y en distintos idiomas.  

## Antecedentes
En abril de 1936, seis años después de la creación del Servicio Oficial de Difusión Radioeléctrica, en aquel entonces organismo encargado de las radios oficiales de Uruguay crea la primera emisora de onda corta del país, CX A 6. La misma en sus inicios, retransmitia la programación de CX 6. Al tiempo el instituto recibiría cartas de ciudadanos extranjeros notificando el recibimiento de las señales. 
En 1937 se crearía la segunda señal, pero finalmente en 1940 se concretaría el proyecto de contar con un servicio internacional y con programación propia. El mismo se afianzó el 15 de septiembre de 1940, con la creación de CX A 10 y CX A 18, sumándose a las dos ya existentes, las señales irían en inglés y español.
Para contar con un servicio de radiodifusión al exterior fue necesaria la construcción de nuevos transmisores, los cuales fueron construidos por el mismo instituto, como también una nueva estación de monitoreo y dos grandes antenas, en la entonces planta emisora sobre el barrio La Blanqueada.

## Actualidad
Hasta el año 2020 las emisoras oficiales bajo la gestión del Servicio de Comunicación Audiovisual Nacional contaban con un programa que de alguna forma cumplía con el rol que en su momento cumplió el servicio internacional. El programa llamado  departamento 20 estaba dedicado metafóricamente a quienes de alguna forma, desde el exterior conformaban el vigésimo departamento de Uruguay.

## Emisoras
| Emisoras | Emisoras  | Frecuencia | Inicio de transmisión | Estado   |
| -------- | --------- | ---------- | --------------------- | -------- |
|          | CX-A 6    | 9620 kHz   | 1936                  | inactiva |
| CX-A 4   | 6125 kHz  | 1937       | inactiva              |          |
| CXA10    | 11900 kHz | 1940       | inactiva              |          |
| CX-A 18  | 9620 kHz  | 1940       | inactiva              |          |